# Sebastian Filipek-Kaźmierczak
Sebastian Franciszek Filipek-Kaźmierczak (ur. 24 października 1969 we Wrocławiu) – polski ekonomista, agronom, menedżer, urzędnik, działacz związkowy i polityk, w latach 2006–2007 wiceminister rolnictwa i rozwoju wsi.

## Życiorys

### Wykształcenie i praca zawodowa
Posiada wykształcenie wyższe ekonomiczne. W 1998 został absolwentem Wydziału Marketingu oraz Wydziału Handlu Międzynarodowego Wyższej Szkoły Handlowej ESA 3 w Paryżu. W 2000 ukończył studia podyplomowe z zakresu rachunkowości i planowania na Akademii Techniczno-Rolniczej w Bydgoszczy, a w 2004 został absolwentem studiów doktoranckich z agronomii na tej samej uczelni.
Od 1997 do 1999 kierował spółką „Rolagra” w Poznaniu. W latach 1999–2009 był dyrektorem Centrum Ekonomiki Rolniczej Polska Sp. z o.o. w Bydgoszczy (od 2006 do 2007 urlopowany). W lutym 2009 zasiadł we władzach Fundacji Edukacji Ekonomicznej i Rozwoju Obszarów Wiejskich. Prowadzi także gospodarstwo rolne w Magdalence koło Bydgoszczy. Został ekspertem Polskiej Izby Handlu, a także pełnomocnikiem zarządu Inicjatywy Mobilności Pracy. W 2017 objął funkcję prezesa zarządu Ośrodka Hodowli Zwierząt Zarodowych w Chodeczku.

### Działalność polityczna
W 2002 wstąpił do Samoobrony RP. W 2004 i 2009 bez powodzenia kandydował z listy tej partii do Parlamentu Europejskiego (otrzymał kolejno 3797 i 2158 głosów), a w 2007 do Sejmu z okręgu bydgoskiego (dostał 2175 głosów). 30 czerwca 2006 objął urząd podsekretarza stanu w Ministerstwie Rolnictwa i Rozwoju Wsi. Został odwołany 13 sierpnia 2007. W 2008 wszedł w skład prezydium Samoobrony RP, a w 2009 został też członkiem prezydium ZZR „Samoobrona”.
W 2010 wystąpił z Samoobrony RP i przeszedł do Polski Plus, a 25 września tego samego roku jako jej przedstawiciel, po zjednoczeniu z PiS, wszedł w skład rady politycznej Prawa i Sprawiedliwości.

## Odznaczenia i wyróżnienia
- Kawaler Orderu Zasługi Rolniczej (Francja, 2014)[13]
- Nominacja do nagrody Labor Mobilis (2014)[14]